# Subdivisões do Tajiquistão
O Tajiquistão está dividido em duas províncias (singular: viloyat, plural: viloyatho), uma região diretamente sob administração central e uma província autônoma (viloyati mukhtor). Duchambé, a capital do país, possui estatuto administrativo de província.
| Províncias                            | ISO 3166-2 | Capital      | Área (km²) | População (2010) | N.º |
| ------------------------------------- | ---------- | ------------ | ---------- | ---------------- | --- |
| Sughd                                 | TJ-SU      | Khujand      | 26 100     | 2 233 500        | 1   |
| Região de Subordinação à República    | TJ-RR      | Duchambé     | 28 400     | 1 722 900        | 2   |
| Khatlon                               | TJ-KT      | Qurghonteppa | 24 600     | 2 677 300        | 3   |
| Gorno-Badakhshan (Província Autônoma) | TJ-BG      | Khorugh      | 63 700     | 206 000          | 4   |
| Duchambé (cidade)                     | -          | Duchambé     | 100        | 724 000          | -   |

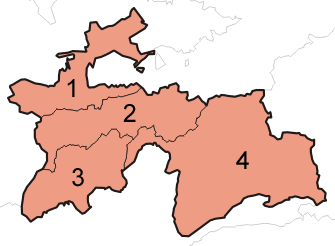
Províncias do Tajiquistão

Cada região está dividida em distritos, que por sua vez estão subdivididos em Jamoats, e estes em povoados ou aldeias.